# ぎょしゃ座ニュー星
ぎょしゃ座ν星（ぎょしゃざニューせい、ν Aurigae、ν Aur）は、ぎょしゃ座の恒星である。見かけの等級は3.97で、年周視差から推定した太陽系からの距離は、およそ220光年である。

## 特徴
ぎょしゃ座ν星は、非常に多くの観測が行われているが、その大半は、標準星としてのもので、ぎょしゃ座ν星自身について調べるものではない。
ぎょしゃ座ν星は橙色巨星で、スペクトル型はK0 IIIに分類される。表面温度は約4,590Kで、光度は太陽の166倍程度、半径は太陽の19倍くらいに達し、質量は太陽の2倍程度とみられる。ぎょしゃ座ν星は、巨星の中でもレッドクランプ星に分類され、核ではヘリウム燃焼によりエネルギーを生成している。年齢は、10億年程度と見積もらている。

### 変光
ヒッパルコス衛星による測光から、ぎょしゃ座ν星は、ほとんど変光しない恒星と位置付けられ、一定光度からの変動はわずか0.5ミリ等級とされた。しかし、小型衛星コンステレーションによる明るい天体の観測計画BRITEでの観測からは、半年分のデータでは光度曲線を制限できないくらいの長期的な変化が、0.01等級程度ではっきり示された。また、周期分析からは19.16日周期での光度変化も示唆されたが、これは変光幅が誤差程度しかなく、確かなことは言えない。

### 伴星
ぎょしゃ座ν星は、ウィリアム・ハーシェルの時代から、南西に1分弱離れた11等星と対をなす二重星として知られるが、視線速度には軌道運動を示す時間変化がみられず、単独星だろうと考えられてきた。しかし、テイデ天文台のロボット望遠鏡STELLAによる分光観測で、視線速度は一定でないことが示唆され、未知の低質量星との連星である可能性が示された。軌道を予想すると、周期はおよそ7370日、離心率は0.7程度の楕円軌道となる。

## 名称
中国では、ぎょしゃ座ν星は、五車を繋ぐための木杭を意味する柱（拼音: Zhù）という星官を、ぎょしゃ座ε星、ぎょしゃ座ζ星、
ぎょしゃ座η星、ぎょしゃ座υ星、ぎょしゃ座τ星、ぎょしゃ座χ星、ぎょしゃ座26番星ともう一つの恒星（不明）とで構成する。ぎょしゃ座ν星自身は、柱五（拼音: Zhù wǔ）と呼ばれる。